# Francesco Maestrelli
Francesco Maestrelli (ur. 21 grudnia 2002 w Pizie) – włoski tenisista.

## Kariera tenisowa
W karierze zwyciężył w jednym singlowym turnieju cyklu ATP Challenger Tour. Ponadto wygrał dwa singlowe turnieje rangi ITF. 
W rankingu gry pojedynczej najwyżej był na 178. miejscu (19 września 2022), a w klasyfikacji gry podwójnej na 794. pozycji (18 lipca 2022).

### Zwycięstwa w turniejach ATP Challenger Tour

#### Gra pojedyncza
| Końcowy wynik | Nr | Data          | Turniej | Nawierzchnia | Przeciwnik   | Wynik finału  |
| ------------- | -- | ------------- | ------- | ------------ | ------------ | ------------- |
| Zwycięzca     | 1. | 17 lipca 2022 | Werona  | Ceglana      | Pedro Cachín | 3:6, 6:3, 6:0 |